# Deutsche Nanga-Parbat-Expedition 1937
Die Deutsche Nanga-Parbat-Expedition 1937 war die dritte Expedition einer Mannschaft des Deutschen Reiches zum „Schicksalsberg der Deutschen“, dem Nanga Parbat (8125 m). Ziel war die Besteigung des Berges, nachdem die Deutsch-Amerikanische Himalaya-Expedition 1932 sowie die Deutsche Nanga-Parbat-Expedition 1934 fehlgeschlagen waren.

## Vorgeschichte
Der erste Versuch einer Erstbesteigung des Nanga Parbat durch eine deutsche Mannschaft fand im Jahr 1932 im Rahmen der Deutsch-Amerikanischen Himalaya-Expedition statt. Aufgrund der schlechten Wetterverhältnisse war die Besteigung jedoch nicht möglich und die Expedition wurde auf etwa 7400 m abgebrochen. Zwei Jahre später unternahm die Deutsche Nanga-Parbat-Expedition 1934 den nächsten Versuch, der jedoch tragisch endete. Im Zuge der Expedition kamen die vier Bergsteiger Alfred Drexel, Willy Merkl, Uli Wieland und der Alpinpionier Willo Welzenbach sowie sechs Sherpas ums Leben. Der Nanga Parbat wurde daraufhin zum „Schicksalsberg der Deutschen“, den es zu bezwingen galt.

## Expeditionsmannschaft
Die Leitung der Expedition übernahm Karl Wien, dem 1928 bereits die Erstbesteigung des Pik Lenin gelungen war. Ihm zur Seite standen Günther Hepp, Adolf Göttner, Martin Pfeffer, Hans Hartmann, Pert Fankhauser und Peter Müllritter, einer der Überlebenden der Nanga-Parbat-Expedition 1934. Begleitet wurden die Bergsteiger von zwei Ärzten und Wissenschaftlern, Ulrich Cameron Luft und Carl Troll, dem britischen Verbindungsoffizier D. B. M. Smart, sowie neun Sherpas.
Hartmann, Hepp, Pfeffer und Wien waren Mitglieder im Akademischen Alpenverein München, der schon bei den beiden vorherigen Nanga-Parbat-Expeditionen 1932 und 1934 eine maßgebende Rolle gespielt hatte.

## Verlauf

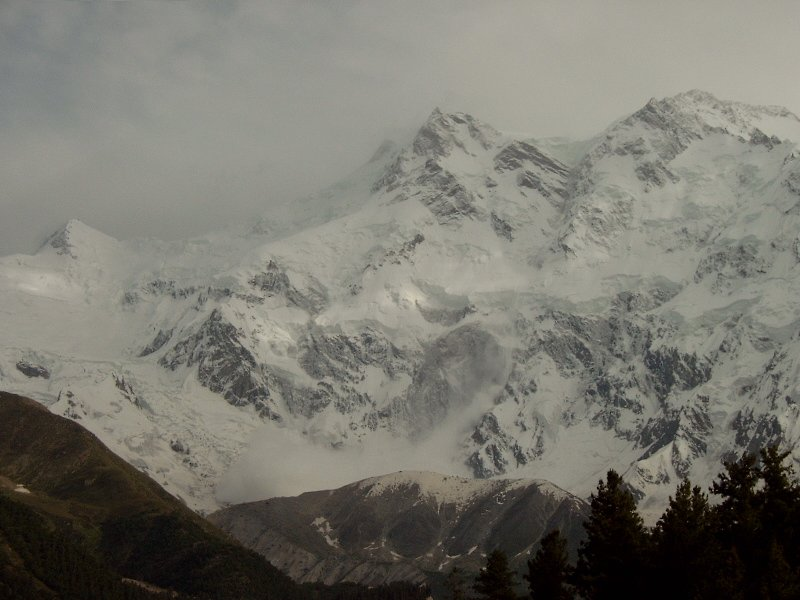
Eine Lawine am Nanga Parbat

Die Besteigungsroute folgte demselben Weg durch die Rakhiot-Seite, der bereits 1932 und 1934 begangen worden war. Am 7. Juni 1937 konnte das Lager IV errichtet werden. Aufgrund des starken Schneefalls und der ständig abgehenden Lawinen wurde es am 11. Juni an einen höheren Ort verlegt. Ein Sherpa, der wegen Halsschmerzen vor Anbruch der Nacht abgestiegen war, berichtete, die Sherpas hätten sich gegen den vorgeschlagenen Zeltplatz gewehrt, weil sie dessen Gefährlichkeit erkannt hatten. Die mit den drohenden nächtlichen Lawinen nicht vertrauten Sāhibs hätten aber auf diesem Lagerplatz bestanden.
In der Nacht vom 14. auf den 15. Juni ging eine gewaltige Eis- und Schneelawine von den Séracs des Rakhiot-Gletschers ab, welche die Bergsteiger im Schlaf überraschte. Alle sieben Expeditionsteilnehmer, sowie neun Sherpas waren auf der Stelle tot. Die überlebenden Wissenschaftler Luft und Troll, welche im nahe gelegenen Tal Forschungsarbeiten durchführten, entdeckten die Katastrophe am 18. Juni, als sie zum Lager IV aufstiegen.

## Bergungsexpedition
Als die verheerende Nachricht im Deutschen Reich ankam, organisierten Paul Bauer, Karl von Kraus und Fritz Bechtold unverzüglich eine Such- und Bergungsexpedition. Sie wollten Gewissheit über das Schicksal ihrer Kameraden erhalten, deren Leichen bergen sowie Nachforschungen über den Unglückshergang anstellen. Diese Expedition erreichte den Ort des Unglücks nach nur wenigen Wochen. Einen Monat nach dem Drama konnten sie zwischen dem 18. und dem 21. Juli bis auf zwei alle Leichen bergen. Die Armbanduhren, die manche Bergsteiger trugen, waren bei 00:30 Uhr stehen geblieben. Die Todesanzeigen der verunglückten Bergsteiger wurden erst nach einem Telegramm Bauers im Völkischen Beobachter abgedruckt. Die Texte waren bereits vorformuliert, es wurde aber mit der Veröffentlichung gewartet, bis Klarheit über die Situation herrschte. Bauer hatte Peter Aufschnaiter, der in der Zeit von Bauers Abwesenheit der interimistische Leiter der Deutschen Himalaya-Stiftung war, darin mitgeteilt, dass, wie befürchtet, keiner der vermissten Bergsteiger überlebt hatte.